# Contea di Boeun
La contea di Boeun (Boeun-gun; 보은군; 報恩郡) è una delle suddivisioni della provincia sudcoreana del Nord Chungcheong.